# José Luis Campana

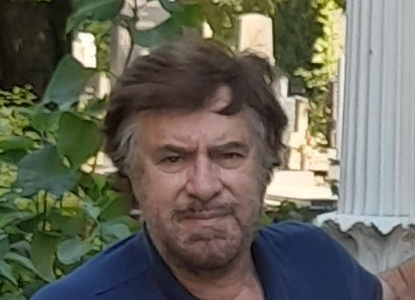
José Luis Campana

José Luis Campana (* 1949 in Buenos Aires) ist ein argentinischer Komponist.

## Leben und Wirken
Campana studierte bis 1974 Psychologie in an der Universität Buenos Aires und daneben von 1968 bis 1975 Musik bei Jacobo Ficher. 1979 übersiedelte er nach Frankreich, wo er Schüler von Betsy Jolas und Ivo Malec war. Von 1989 bis 1992 unterrichtete er Musikanalyse am Conservatoire de Paris. 1992 gehörte er zu den Gründern des Atelier de Recherche, Création et Enseignement de la Musique Actuelle (ARCEMA) der Université d’Orsay und wurde künstlerischer Leiter des Ensemble Arcema.

## Werke
- Background für Instrumentalensemble, 1982
- Nexus '83 für Gitarre und Vibraphon, 1983 (für Roberto Aussel geschrieben und von diesem 1983 in Paris uraufgeführt)[1]
- Feed-Back für Flöte, Gitarre und Schlagzeug, 1984
- Timing für Sopran und Instrumentalensemble, 1984
- Vox Faucibus Haesit für Flöte, Klarinette, Viola, Cello und Klavier 1984
- Pezzo per Marco für Flöte solo, 1985
- Splitting für großes Orchester, 1985
- Du Sonore für Saxophon und Schlagzeug, 1986
- Pezzo per Claudio für Saxophon solo, 1986
- Involtura sonora für Fagott und  Cello, 1989 (1991 bei den Weltmusiktagen der Internationalen Gesellschaft für Neue Musik ISCM in Zürich aufgeführt).[2]
- Trajectoires I für Viola und Klavier, 1991
- Tramos für Gitarre solo, 1994
- D'un Geste apprivoisé... für Fagott und elektronische Klänge, 1995
- Imago für sechzehn Stimmen und Tonband
- D’un geste apprivoisé für Fagott und CD
- Tangata vocale für Stimme, fünf Instrumente und CD